# Димитровградци
„Димитровградци“ е български игрален филм (драма) от 1956 г.
Режисьори са Никола Корабов и Дучо Мундров, сценарият е на Бурян Енчев. Оператор е Въло Радев. Музиката във филма е композирана от Стефан Ременков.
Във филма се описва строежът на Димитровград в стил социалистически реализъм. Показва ентусиазма и радостта на бригадирите, които мечтаят да създадат град на младежта, в който всичко е идилия.

## Актьорски състав
- Георги Калоянчев – Щерьо Барабата
- Мария Русалиева – Невена
- Иван Димов – Енев
- Борис Чирков – Соболев
- Инна Макарова – Людмила
- Никола Дадов – Богдан
- София Каракашева – Пенка
- Вели Чаушев – Нури
- Петко Карлуковски – Шопа
- Владимир Трендафилов – Данаилов
- Йордан Спасов – инженер Дочев
- Иван Тонев – Мишо
- Динко Динев – Желязков
- Елена Хранова – Баба Нона
- Георги Асенов – Дядо Недьо
- Иван Братанов – Савата
- Христо Динев – Бай Райко
- Коста Цонев
- Рангел Вълчанов
- Любомир Кабакчиев
- Димитър Бочев
- Ангел Геров
- Ани Дамянова
- Кънчо Бошнаков